# Мёле, Карл-Гейнц
Карл-Гейнц Мёле (нем. Karl-Heinz Moehle; 31 июля 1910, Норден, королевство Пруссия — 17 ноября 1996, Аренсбург, Германия) — немецкий офицер-подводник, корветтен-капитан (1 марта 1943 года).

## Биография
9 октября 1930 года поступил на флот кадетом. 1 октября 1934 года произведён в лейтенанты. Служил на линейном корабле «Шлезвиг-Гольштейн». В марте 1936 года переведён в подводный флот.

## Вторая мировая война
С 1 октября 1937 по 17 января 1940 года командовал подлодкой U-20, на которой совершил 6 походов в Северное море (проведя в море в общей сложности 71 сутки) и потопил 8 судов.
30 мая 1940 года назначен командиром подлодки U-123. Руководил её действиями в 4 походах (всего 126 суток в море). Во время своего второго похода в Северную Атлантику Мёле 23 ноября 1940 года атаковал конвой OB-244 и в течение 5 часов потопил 5 судов общим тоннажем 23 084 брт.
26 февраля 1941 года награждён Рыцарским крестом Железного креста.
Всего за время военных действий Мёле потопил 21 судно общим тоннажем 93 197 брт.
19 мая 1941 года передал командование U-123 капитану Рейнхарду Хардегену.
С июня 1941 года Мёле командовал 5-й флотилией и базой подводных лодок в Киле.
После окончания войны в июне 1945 года арестован, в 1946 году в качестве обвиняемого предстал перед судом. Он был обвинён в причастности к потоплению «Лаконии» подлодкой Вернера Хартенштейна и приговорён к 5 годам тюрьмы. В ноябре 1949 года освобождён.

## Награды
- Медаль «За выслугу лет в вермахте» 4-го класса (2 октября 1936)
- Нагрудный знак подводника (17 октября 1939)
- Медаль «В память 1 октября 1938 года» (20 декабря 1939)
- Орден Заслуг рыцарский крест (19 декабря 1939) (Королевство Венгрия)
- Железный крест 2-го класса (23 сентября 1939)
- Железный крест 1-го класса (24 октября 1940)
- Рыцарский крест Железного креста (26 февраля 1941)
- Крест «За воинскую доблесть» с мечами (1 ноября 1941) (Королевство Италия)
- Крест «За военные заслуги» 2-го класса с мечами (1 сентября 1944)
- Крест «За военные заслуги» 1-го класса с мечами (30 января 1945)
- Немецкий крест в серебре (1 мая 1945)
- Упоминание в Вермахтберихт 19 октября 1940 и 24 февраля 1941